# II-13
De II-13 is een nationale weg van de tweede klasse in Bulgarije. De weg loopt van Montana naar Dolni Dabnik. De II-13 is 104 kilometer lang.